# Gabit Kadyrbekow
Gabit Kadyrbekow (kaz. Ғабит Анабай Қадырбеков, ros. Габит Анабаевич Кадырбеков, ur. 15 grudnia 1906 w aule nr 8 w obwodzie akmolińskim, zm. 16 grudnia 1984) – działacz partyjny i państwowy Kazachskiej SRR.

## Życiorys
W 1921 został rejestratorem powiatowego biura związków zawodowych, od 1922 do 1924 był księgowym gminnego oddziału spółdzielni konsumenckiej, następnie przez rok pracował jako kierownik punktu informacyjnego w powiatowej milicji robotniczo-chłopskiej, później był agentem finansowym w Omsku. Należał do WKP(b). Od 1926 do 1929 był słuchaczem fakultetu robotniczego w Omsku, po czym był starszym rachmistrzem w Pietropawłowsku, następnie księgowym w Kazżełdorstroju, od 1932 do 1936 studiował w Moskiewskim Instytucie Inżynierów Transportu Kolejowego. Po ukończeniu studiów pracował na Kolei Turkiestańsko-Syberyjskiej m.in. jako pomocnik rewizora i rewizor, w 1939 został instruktorem Wydziału Kadr KC Komunistycznej Partii (bolszewików) Kazachstanu, od 1940 do 1942 był zastępcą przewodniczącego Komitetu Wykonawczego Południowokazachstańskiej Rady Obwodowej. Od 24 stycznia 1942 do sierpnia 1943 był sekretarzem KC KP(b)K ds. transportu, od sierpnia 1943 do 1952 kierował Wydziałem Transportu KC KP(b)K, następnie przez rok był słuchaczem kursów przy Wyższej Szkole Partyjnej przy KC WKP(b)/KPZR. Od 1953 do 1955 był zastępcą przewodniczącego, a od 1955 do 1960 przewodniczącym Komitetu Wykonawczego Aktiubińskiej Rady Obwodowej, od 1960 do 1965 kierował Wydziałem Transportu Kazachskiego Sownarchozu, a 1965-1966 Departamentem  Transportu Ministerstwa Metali Nieżelaznych Kazachskiej SRR, po czym przeszedł na emeryturę.

## Odznaczenia
- Order Lenina
- Order Wojny Ojczyźnianej I klasy
- Order Czerwonego Sztandaru Pracy
- Order Czerwonej Gwiazdy